# 고전부 시리즈
《〈고전부〉 시리즈》(일본어: 〈古典部〉シリーズ)는 일본의 소설가 요네자와 호노부의 추리소설 시리즈이다. 가도카와 쇼텐에서 2001년 10월부터 간행되고 있다. 2001년 《빙과》의 첫 발매부터 2016년에 나온 《이제 와서 날개라 해도》까지 총 6권이 발행되었다. 애니메이션 및 만화판으로도 만들어졌다.

## 줄거리
누나의 권유로 인해 오레키 호타로는 폐부 위기에 처한 카미야마 고교의 고전부에 참가하게 되는데, 치탄다 에루, 후쿠베 사토시, 이바라 마야카와 함께하게 된다. 이야기는 기후 현의 가상의 도시인 카미야마 시에서 일어나는데, 이는 작가의 실제 고향인 기후 현의 타카야마 시에 기반했다. 가상의 카미야마 고교도 실제의 히다 고교를 기반으로 하였다.

## 제작

《〈고전부〉 시리즈》의 1권인《빙과》의 한국어 표지

《〈고전부〉 시리즈》의 소설 제작은 요네자와 호노부가 맡았다. 그는 중학교 때부터 소설을 집필하였다고 한다. 결국 그는 데뷔작으로 《〈고전부〉 시리즈》의 1권인 《빙과》를 내게 된다. 《빙과》는 단행본 출간 전 홈페이지 연재로 시작하였다고 한다. 처음 하였던 인테넷 공개에서는 암호를 푸는 장이 따로 있었지만, 소설의 일부가 아니였다 판단해서 삭제하였다고 요네자와 호노부가 말하였다.
《〈고전부〉 시리즈》의 3권은 원래 유고슬라비아 전쟁에 관한 요네자와의 다른 작품인 《안녕, 요정》으로 나올 예정이었다. 하지만 결국 독립 작품으로 출간하게 되었고, 《안녕, 요정》의 등장인물들이 《〈고전부〉 시리즈》의 등장인물에서 바뀌게 되었다. 이로서 《〈고전부〉 시리즈》는 지속할 수 있었다. 그는 독립 작품으로 출간하게 된 이유를 소설 《바보의 엔드 크레디트》 다음에 레이블이 휴재하게 되였고, 그 때문에 《〈고전부〉 시리즈》를 이어 나갈 수 없게 되었다고 한다. 그때 도쿄소겐샤와 미팅을 가졌는데, 이미 완성된 작품이였던 《안녕, 요정》을 보여주였고 반응이 좋아서 출간하게 되었다고 설명하였다.

## 소설
《빙과》는 2001년 10월 31일에 출간된, 요네자와 호노부가 쓰고 카도가와 쇼텐에서 출판한 《〈고전부〉 시리즈》의 첫 번째 소설이다. 2016년 11월 30일 기준으로 여섯 권의 소설이 출간되었다. 출판사 엘릭시르가 한국어 번역을 맡았다. 1권에서 5권은 권영주가, 6권은 김선영이 옮겼다.
《〈고전부〉 시리즈》는 2017년 10월 기준 2백 5만 권을 판매하였다고 보고되었다.
이디야커피는 문화지원사업의 일환으로 소설《빙과》 200권을 무료 증정하는 이벤트를 가졌다.
| 번호 | 제목                                           | 일본어 출간일                           | 한국어 출간일                       |
| ---- | ---------------------------------------------- | --------------------------------------- | ----------------------------------- |
| 1    | 빙과 氷菓                                      | 2001년 10월 31일 ISBN 978-4-04-427101-5 | 2013년 11월 15일 ISBN 9788954622615 |
| 2    | 바보의 엔드 크레디트 愚者のエンドロール        | 2002년 7월 31일 ISBN 978-4-04-427102-2  | 2013년 11월 15일 ISBN 9788954622622 |
| 3    | 쿠드랴프카의 차례 クドリャフカの順番           | 2005년 6월 30일 ISBN 4-04-873618-3      | 2014년 1월 20일 ISBN 9788954623629  |
| 4    | 멀리 돌아가는 히나 遠まわりする雛              | 2007년 10월 3일 ISBN 978-4-04-873811-8  | 2014년 9월 19일 ISBN 9788954625487  |
| 5    | 두 사람의 거리 추정 ふたりの距離の概算         | 2010년 6월 25일 ISBN 978-4-04-874075-3  | 2015년 4월 24일 ISBN 9788954635936  |
| 6    | 이제 와서 날개라고 해도 いまさら翼といわれても | 2016년 11월 30일 ISBN 978-4-04-104761-3 | 2017년 8월 30일 ISBN 9788954646734  |

## 미디어믹스

### 애니메이션
제4권까지의 내용이 22화 분량으로 제작된 애니메이션은 타케모토 야스히로가 감독을 맡고 교토 애니메이션에서 제작했으며, 2012년 4월 22일부터 9월 16일까지 일본에서 방영되었다. 보너스 오리지널 비디오 애니메이션은 UStream에서 2012년 6월 8일에 스트리밍 되었으며 2013년 1월 12일에 세 번째 만화와 함께 블루레이 디스크로 재발매되었다. 첫 번째 에피소드는 4월 14일에 스페셜 이벤트 형식으로 신주쿠의 카도가와 시네마에서 방영되었다. 이 시리즈는 OP와 ED가 각각 두 개씩 있다. 처음 11화 분량에 사용된 오프닝은 ちょうちょ가 부른 '상냥함의 이유'(優しさの理由), 12화부터 사용된 오프닝은 코다마 사오리가 부른 '미완성 스트라이드'(未完成ストライド)이다. 첫 11화에 사용된 엔딩은 '꿈결의 약속'(まどろみの約束), 12화 이후에 사용된 엔딩은 '너를 향한 미스터리'(君にまつわるミステリー)다. 엔딩은 모두 사토 사토미와 카야노 아이가 불렀다.

### 만화
《빙과》라는 만화는 카도가와 쇼텐의 소년 에이스에서 2012년 3월부터 연재를 시작했다. 단행본 제 1권은 2012년 4월 26일에 발매되었으며, 제 7권은 2014년 6월 25일에 발매되었다.

### 실사 영화
《빙과》라는 영화는 2017년에 공개했다. 감독은 아사토 마리이고, 야마자키 켄토가 주인공 오레키 호타로, 히로세 아리스가 여주인공 치탄다 에루 역으로 출연하였다. 2017년 11월 3일 개봉되었으며 카도카와 픽처스에 의해 배급되었다.